# Jan Polák
Ján Polák (Brno, 1981. március 14. –) cseh válogatott labdarúgó.

## Pályafutása

### Klubcsapatokban
Fiatalkorában a Zbrojovka Brno és a Tatran Bohunice csapatában játszott. 2002 augusztusában a Slovan Liberechez igazolt. 2005-ben, 1 500 000 euróért a Bundesligában szereplő 1. FC Nürnberghez szerződött. 2007. augusztus 2-án az Anderlecht csapatához igazolt. 2010-ben egy évvel meghosszabbította szerződését a belga csapattal. 2014-ben visszatért az 1. FC Nürnberghez.

## Statisztika

### Klubcsapatokban
| Klub            | Mérk. | Gólok |
| --------------- | ----- | ----- |
| Zbrojovka Brno  | 124   | 5     |
| Slovan Liberec  | 66    | 5     |
| 1. FC Nürnberg  | 62    | 4     |
| Anderlecht      | 79    | 5     |
| Wolfsburg       | 73    | 2     |
| 1. FC Nürnberg  | 39    | 2     |
| Zbrojovka Brno  | 48    | 3     |
| 1. SK Prostějov | 36    | 0     |

### A válogatottban
Forrás:
| Nemzet     | Év       | Mérkőzés | Gól |
| ---------- | -------- | -------- | --- |
| Csehország | 1999     | 1        | 0   |
| Csehország | 2000     | 1        | 0   |
| Csehország | 2005     | 12       | 5   |
| Csehország | 2006     | 12       | 1   |
| Csehország | 2007     | 8        | 0   |
| Csehország | 2008     | 10       | 0   |
| Csehország | 2009     | 4        | 0   |
| Csehország | 2010     | 7        | 1   |
| Csehország | 2011     | 2        | 0   |
| Csehország | Összesen | 57       | 7   |

## Válogatottság

### VB 2006
Egy mérkőzést játszott Olaszország ellen.

### EURO 2008
Három mérkőzést játszott.

## Sikerei, díjai

### Klubcsapatokban
1. FC Nürnberg
- Német kupagyőztes: 2006–07

 Anderlecht
- Belga bajnok: 2009–10
- Belga kupagyőztes: 2007–08
- Belga szuperkupa-győztes: 2010

### A válogatottban
Csehország U21
- U21-es Európa-bajnokság: 2002